# アカイイト (競走馬)
アカイイト（欧字名:Akai Ito、2017年4月17日 - ）は、日本の競走馬。2021年のエリザベス女王杯の勝ち馬である。
馬名の意味は、赤い糸。父名より連想。

## 経歴

### デビュー前
1歳の冬に北海道浦河町の育成牧場チームプレアデスから大山ヒルズ（鳥取県伯耆町）に移動し育成を行った。同施設ゼネラルマネージャーの齋藤慎は本馬を見て開口一番「キズナに最も似ている産駒」と評したという。その後、栗東トレーニングセンターに入厩し、デビューに向けて調整していくが、ゲート試験は発馬が悪く2度の不合格を味わった。

### 2歳（2019年）
9月7日、阪神芝1400mでの新馬戦は2番人気4着。2戦目の阪神芝2000mでの未勝利戦でパンサラッサ（エリザベス女王杯同日の福島記念の勝ち馬）と戦い、勝利した。なお、同日の阪神ダート1800mでの未勝利戦ではイタリア語で「赤い糸」を意味する中竹和也厩舎の管理馬フィロロッソが勝利し、奇しくも同日、同厩舎、同世代、同じ「赤い糸」という意味の競走馬が共に勝ち上がった。昇級戦、百日草特別は5頭立てと小頭数のなか、勝ったホウオウピ－スフルに2馬身離された2着。1番人気に推されたエリカ賞は最後方からのレースとなり、上り最速を記録するが8着と惨敗に終わる。続く2歳1勝クラスは5着に敗れた。

### 3歳（2020年）
3歳初戦、若竹賞で4着になると、続く大寒桜賞でも4着に入る。次走、リステッド競走の忘れな草賞でも4着となり、3戦連続4着となる。続く矢車賞はソフトフルートとの競り合いに半馬身敗れ2着。3か月後、3歳以上1勝クラスで道中3番手から逃げるショコラブリアンを交わして1馬身半差をつけて勝利、2勝目を手にした。次走、藻岩山特別は1番人気となるが5着に敗れた。重賞初挑戦となったローズステークスはやや出遅れてしまい、追い込んだが7着までに終わった。続く3歳以上2勝クラスは後方から伸びたが5着に敗れた。

### 4歳（2021年）
年明け初戦、西尾特別は不良馬場のなか最後方から上り最速の脚で追い込み、逃げ粘るエレヴァテッツァを捕えて1着、3勝目を挙げた。飛鳥ステークスでは騎手としての引退が間近だった蛯名正義が騎乗。これは蛯名正義と武豊が一緒に走った最後のレースだった。競馬学校の同期で35年間も一緒に乗ってきた二人の最後のレースが偶然にも隣り合う枠であったため、武豊は込み上げるものがあって涙が出そうになったとのちにコメントしている。レースは後方2番手から追い込んだが、レッドベルディエスをクビ差交わせず惜しい2着に敗れた。続く京橋ステークスは0.2秒差の3着、シドニートロフィーは後方から伸びたがさらに後ろに控えていたソフトフルートに半馬身差し切られ2着となった。6月の垂水ステークスは後方2番手から直線で大外から一気の脚で差し切り1着、4勝目を挙げオープン昇級を果たした。夏は休養に入り、4か月後の府中牝馬ステークスに出走、7着に敗れた。
11月14日のエリザベス女王杯にテン乗りである幸英明を鞍上に携え出走。初のGIレースへの出走で10番人気に甘んじたが、やや出遅れ気味のスタートから後方に構えると3、4コーナーで徐々に進出し直線で抜け出すと、2着のステラリアに2馬身差で勝利を収め、重賞初勝利ならびにG1初勝利となった。上位人気馬が総崩れで3連単は339万3960円という大波乱の決着にツイッターでは「アカイイト」が世界トレンド1位となるなど一躍話題となった。キズナ産駒としてもGI初勝利となった。鞍上の幸英明は2018年ヴィクトリアマイル（ジュールポレール）以来となるJRA・G1通算8勝目。エリザベス女王杯は16度目の挑戦で悲願の初制覇となった。また、管理する中竹和也も同レース初制覇。2018年ホープフルステークス（サートゥルナーリア）以来のGI通算3勝目を手にした。
12月26日の有馬記念では6番人気に推され、エリザベス女王杯に引き続き幸英明騎乗で出走（幸はデビュー28年目で有馬記念初騎乗）。レースでは中団後方から勝機をうかがい、前走で見せた大外まくりで一気に上がっていったが、差し届かず7着に敗れた。

### 5歳（2022年）
5歳初戦として、3月13日に行われた金鯱賞に出走。レースでは、まずまずのスタートから道中は中団のインを追走。3〜4コーナーで徐々にポジションを押し上げて直線で馬群の外に持ち出すと、しぶとく末脚を伸ばして3着に入った。
その後GIレースでは苦戦が続き、大阪杯は10着、自身初のマイル戦となったヴィクトリアマイルは8着に敗れた。どちらのレースも中団に控えて最後の直線で大外に持ち出していったが、伸びを欠いた。
その後、秋初戦の府中牝馬ステークス10着をステップに連覇を狙って出走したエリザベス女王杯においては、10番人気でありながらも4着と健闘し、前年度覇者としての意地を見せた。道中は最後方を追走し、残り3ハロン手前から外を回って進出。直線では上位3頭をとらえるまでは至らなかったが、昨年と同じような競馬で持ち味である持久力を存分に生かし切った。
12月25日の有馬記念では15着に敗退。年明けにラストランといったプランも検討されたものの、有馬記念からの疲れが抜けきっていないといった事情なども考慮し、翌2023年1月11日に現役を引退することが発表され、翌12日付で競走馬登録を抹消された。引退後は馬主の岡浩二が代表を務める北海道新ひだか町のサンデーヒルズにて繁殖牝馬となった。

## 競走成績
以下の内容はnetkeiba.comの情報に基づく。
| 競走日     | 競馬場 | 競走名           | 格  | 距離（馬場）  | 頭 数 | 枠 番 | 馬 番 | オッズ （人気） | 着順 | タイム （上がり3F） | 着差 | 騎手        | 斤量 [kg] | 1着馬（2着馬）       | 馬体重 [kg] |  |
| ---------- | ------ | ---------------- | --- | ------------- | ----- | ----- | ----- | --------------- | ---- | ------------------- | ---- | ----------- | --------- | -------------------- | ----------- |  |
| 2019.09.07 | 阪神   | 2歳新馬          |     | 芝1400m（良） | 14    | 4     | 6     | 007.20（2人）   | 04着 | R1:22.4（33.3）     | -0.6 | 0福永祐一   | 54        | フェアレストアイル   | 494         |  |
| 0000.09.28 | 阪神   | 2歳未勝利        |     | 芝2000m（良） | 7     | 4     | 4     | 003.80（2人）   | 01着 | R2:02.4（33.7）     | -0.2 | 0福永祐一   | 54        | （パンサラッサ）     | 494         |  |
| 0000.11.03 | 東京   | 百日草特別       | 1勝 | 芝2000m（良） | 5     | 1     | 1     | 004.40（3人）   | 02着 | R2:02.2（33.7）     | -0.3 | 0石橋脩     | 54        | ホウオウピースフル   | 494         |  |
| 0000.12.07 | 阪神   | エリカ賞         | 1勝 | 芝2000m（良） | 11    | 8     | 11    | 003.80（1人）   | 08着 | R1:33.4（33.8）     | -0.9 | 0福永祐一   | 54        | ヒュッゲ             | 494         |  |
| 0000.12.28 | 阪神   | 2歳1勝クラス     |     | 芝1800m（良） | 11    | 8     | 11    | 015.30（7人）   | 05着 | R1:48.0（33.6）     | -0.3 | 0北村友一   | 54        | クリステイ           | 492         |  |
| 2020.01.26 | 中山   | 若竹賞           | 1勝 | 芝1800m（稍） | 11    | 3     | 3     | 006.80（5人）   | 04着 | R2:51.0（34.7）     | -0.6 | 0横山典弘   | 54        | シーズンズギフト     | 502         |  |
| 0000.03.29 | 中京   | 大寒桜賞         | 1勝 | 芝2200m（重） | 10    | 8     | 9     | 004.10（2人）   | 04着 | R2:18.0（36.1）     | -0.5 | 0横山典弘   | 54        | メイショウボサツ     | 494         |  |
| 0000.04.12 | 阪神   | 忘れな草賞       | L   | 芝2000m（稍） | 10    | 4     | 4     | 013.10（5人）   | 04着 | R2:04.1（34.9）     | -0.5 | 0田辺裕信   | 54        | ウインマイティー     | 488         |  |
| 0000.05.02 | 京都   | 矢車賞           | 1勝 | 芝2200m（良） | 10    | 8     | 10    | 003.30（2人）   | 02着 | R2:13.4（34.0）     | -0.1 | 0C.ルメール | 54        | ソフトフルート       | 492         |  |
| 0000.08.01 | 札幌   | 3歳上1勝クラス   |     | 芝1800m（良） | 9     | 4     | 4     | 002.40（2人）   | 01着 | R1:47.6（34.4）     | -0.2 | 0横山典弘   | 52        | （ショコラブリアン） | 496         |  |
| 0000.08.16 | 札幌   | 藻岩山特別       | 2勝 | 芝2000m（良） | 13    | 3     | 3     | 002.40（1人）   | 05着 | R2:02.1（35.1）     | -0.2 | 0団野大成   | 52        | シャフトオブライト   | 500         |  |
| 0000.09.20 | 中山   | ローズS          | GII | 芝2000m（良） | 18    | 6     | 11    | 064.6（12人）   | 07着 | R2:00.6（34.1）     | -0.7 | 0藤岡佑介   | 54        | リアアメリア         | 496         |  |
| 0000.12.19 | 中京   | 3歳上2勝クラス   |     | 芝2000m（良） | 15    | 5     | 9     | 004.50（2人）   | 05着 | R2:04.8（35.2）     | -0.3 | 0三浦皇成   | 54        | ムーンライトナイト   | 502         |  |
| 2021.01.24 | 中京   | 西尾特別         | 2勝 | 芝2000m（不） | 8     | 5     | 5     | 004.20（3人）   | 01着 | R2:06.3（34.4）     | -0.3 | 0松山弘平   | 54        | （エレヴァテッツァ） | 512         |  |
| 0000.02.13 | 阪神   | 飛鳥S            | 3勝 | 芝1800m（良） | 9     | 4     | 4     | 005.70（5人）   | 02着 | R1:46.3（32.6）     | -0.0 | 0蛯名正義   | 54        | レッドベルディエス   | 506         |  |
| 0000.04.24 | 阪神   | 京橋S            | 3勝 | 芝2000m（良） | 11    | 1     | 1     | 004.60（3人）   | 03着 | R1:58.7（34.9）     | -0.2 | 0松若風馬   | 55        | プライドランド       | 500         |  |
| 0000.05.22 | 中京   | シドニーT        | 3勝 | 芝2000m（稍） | 12    | 3     | 3     | 002.50（1人）   | 02着 | R2:01.2（34.6）     | -0.1 | 0松山弘平   | 55        | ソフトフルート       | 504         |  |
| 0000.06.20 | 阪神   | 垂水S            | 3勝 | 芝1800m（良） | 18    | 3     | 6     | 003.90（1人）   | 01着 | R1:46.6（35.0）     | -0.0 | 0横山典弘   | 54        | （サターン）         | 510         |  |
| 0000.10.16 | 東京   | 府中牝馬S        | GII | 芝1800m（良） | 18    | 8     | 16    | 031.1（12人）   | 07着 | R1:46.1（33.4）     | -0.5 | 0横山典弘   | 54        | シャドウディーヴァ   | 514         |  |
| 0000.11.14 | 阪神   | エリザベス女王杯 | GI  | 芝2200m（良） | 17    | 8     | 16    | 064.9（10人）   | 01着 | R2:12.1（35.7）     | -0.3 | 0幸英明     | 56        | （ステラリア）       | 514         |  |
| 0000.12.26 | 中山   | 有馬記念         | GI  | 芝2500m（良） | 16    | 7     | 13    | 031.80（6人）   | 07着 | R2:33.1（36.6）     | -1.1 | 0幸英明     | 55        | エフフォーリア       | 516         |  |
| 2022.03.13 | 中京   | 金鯱賞           | GII | 芝2000m（良） | 13    | 5     | 6     | 017.80（5人）   | 03着 | R1:57.8（34.7）     | -0.6 | 0幸英明     | 55        | ジャックドール       | 512         |  |
| 0000.04.03 | 阪神   | 大阪杯           | GI  | 芝2000m（良） | 16    | 3     | 5     | 020.40（4人）   | 10着 | R1:59.2（35.5）     | -0.8 | 0幸英明     | 55        | ポタジェ             | 514         |  |
| 0000.05.15 | 東京   | ヴィクトリアM    | GI  | 芝1600m（良） | 18    | 7     | 14    | 041.8（12人）   | 08着 | R1:32.8（33.1）     | -0.6 | 0幸英明     | 55        | ソダシ               | 512         |  |
| 0000.10.15 | 東京   | 府中牝馬S        | GII | 芝1800m（良） | 15    | 8     | 15    | 019.00（8人）   | 10着 | R1:45.5（34.4）     | -1.0 | 0幸英明     | 56        | イズジョーノキセキ   | 528         |  |
| 0000.11.13 | 阪神   | エリザベス女王杯 | GI  | 芝2200m（重） | 18    | 7     | 14    | 024.4（11人）   | 04着 | R2:13.7（35.7）     | -0.7 | 0幸英明     | 56        | ジェラルディーナ     | 524         |  |
| 0000.12.25 | 中山   | 有馬記念         | GI  | 芝2500m（良） | 16    | 1     | 1     | 079.00（9人）   | 15着 | R2:35.0（37.4）     | -2.6 | 0幸英明     | 57        | イクイノックス       | 522         |  |

## 繁殖成績
|      | 馬名             | 生年   | 性 | 毛色   | 父             | 馬主 | 厩舎 | 戦績 |
| ---- | ---------------- | ------ | -- | ------ | -------------- | ---- | ---- | ---- |
| 初仔 | アカイイトの2024 | 2024年 | 牡 | 黒鹿毛 | ロードカナロア |      |      |      |

- 2024年9月25日現在

## 血統表
| アカイイトの血統          | アカイイトの血統                                 | アカイイトの血統           | （血統表の出典）           | （血統表の出典） |
| 父系                      | サンデーサイレンス系                             | サンデーサイレンス系       | サンデーサイレンス系       | [ § 2 ]          |
| 父 キズナ 2010 青鹿毛     | 父の父ディープインパクト 2002 鹿毛               | *サンデーサイレンス        | Halo                       | Halo             |
| 父 キズナ 2010 青鹿毛     | 父の父ディープインパクト 2002 鹿毛               | *サンデーサイレンス        | Wishing Well               |                  |
| 父 キズナ 2010 青鹿毛     | 父の父ディープインパクト 2002 鹿毛               | *ウインドインハーヘア      | Alzao                      | Alzao            |
| 父 キズナ 2010 青鹿毛     | 父の父ディープインパクト 2002 鹿毛               | *ウインドインハーヘア      | Burghclere                 |                  |
| 父 キズナ 2010 青鹿毛     | 父の母*キャットクイル Catequil 1990 鹿毛         | Storm Cat                  | Storm Bird                 | Storm Bird       |
| 父 キズナ 2010 青鹿毛     | 父の母*キャットクイル Catequil 1990 鹿毛         | Storm Cat                  | Terlingua                  |                  |
| 父 キズナ 2010 青鹿毛     | 父の母*キャットクイル Catequil 1990 鹿毛         | Pacific Princess           | Damascus                   | Damascus         |
| 父 キズナ 2010 青鹿毛     | 父の母*キャットクイル Catequil 1990 鹿毛         | Pacific Princess           | Fiji                       |                  |
| 母 ウアジェト 2008 黒鹿毛 | 母の父*シンボリクリスエス 1999 黒鹿毛            | Kris S.                    | Roberto                    | Roberto          |
| 母 ウアジェト 2008 黒鹿毛 | 母の父*シンボリクリスエス 1999 黒鹿毛            | Kris S.                    | Sharp Queen                |                  |
| 母 ウアジェト 2008 黒鹿毛 | 母の父*シンボリクリスエス 1999 黒鹿毛            | Tee Kay                    | Gold Meridian              | Gold Meridian    |
| 母 ウアジェト 2008 黒鹿毛 | 母の父*シンボリクリスエス 1999 黒鹿毛            | Tee Kay                    | Tri Argo                   |                  |
| 母 ウアジェト 2008 黒鹿毛 | 母の母*リーチトゥピース Reach to Peace 2001 鹿毛 | Mud Route                  | Strawberry Road            | Strawberry Road  |
| 母 ウアジェト 2008 黒鹿毛 | 母の母*リーチトゥピース Reach to Peace 2001 鹿毛 | Mud Route                  | Our Suzette                |                  |
| 母 ウアジェト 2008 黒鹿毛 | 母の母*リーチトゥピース Reach to Peace 2001 鹿毛 | Waki Betty                 | Miswaki                    | Miswaki          |
| 母 ウアジェト 2008 黒鹿毛 | 母の母*リーチトゥピース Reach to Peace 2001 鹿毛 | Waki Betty                 | Auntie Betty               |                  |
| 母系(F-No.)               | リーチトゥピース系(FN:3-j)                       | リーチトゥピース系(FN:3-j) | リーチトゥピース系(FN:3-j) | [ § 3 ]          |
| 5代内の近親交配           | Hail to Reason5×5=6.25%                          | Hail to Reason5×5=6.25%    | Hail to Reason5×5=6.25%    |                  |
| 出典                      | 1. 2. 3.                                         | 1. 2. 3.                   | 1. 2. 3.                   | 1. 2. 3.         |

- 7代母New Years Eveの半兄にTom Foolがいる。